# Tangail (Distrikt)

Lage von Tangail in Bangladesch

Tangail (bengalisch: টাঙ্গাইল) ist ein Distrikt in der Division Dhaka in Bangladesch. Früher war es ein Mohkuma (মহকুমা) im Distrikt Maimansingh. Die Hauptstadt des Distrikts ist die gleichnamige Stadt Tangail. Die Gesamtfläche des Distrikts beträgt 3414 km². Der Distrikt setzt sich aus 12 Upazilas zusammen.
Der Distrikt Tangail ist von mehreren anderen Distrikten umgeben, Jamalpur im Norden, Dhaka und Manikganj im Süden, Maimansingh und Gazipur im Osten und Sirajganj im Westen. Der Distrikt hat 3.605.083 Einwohner (Volkszählung 2011). Die Alphabetisierungsrate liegt bei 46,8 % der Bevölkerung. 94,5 % der Bevölkerung sind Muslime und 5,4 % sind Hindus.
Das Klima ist tropisch und das ganze Jahr über warm. Die jährliche Durchschnittstemperatur dieses Bezirks variiert von maximal 38,3 Grad Celsius bis minimal 10,1 Grad. Die jährliche Niederschlagsmenge beträgt 1830 mm (2011) und die Luftfeuchtigkeit ist ganzjährig hoch.
Die Wirtschaft des Distrikts ist vorwiegend von der Landwirtschaft geprägt. Laut der Volkszählung von 2011 arbeiten 55,3 % der Arbeitskräfte in der Landwirtschaft, 32,9 % im Dienstleistungssektor (meist in informellen Verhältnissen) und 11,8 % in der Industrie.